# وافل شیره‌دار
اشتروپ وافل (به هلندی: Stroopwafel) (Dutch pronunciation: [ˈstro:pʋa:fəl] ( بشنوید); به معنای "وافل شربتی" یک وافل ساخته شده از دو لایه نازک خمیر پخته و در بین این دو پر از شربت کارامل است. این شیرینی محبوب هلند برای نخستین‌بار در شهر خاودا ساخته شد.